# Bonsall (California)
Bonsall es un lugar designado por el censo ubicado en el condado de San Diego en el estado estadounidense de California. En el año 2000 tenía una población de 3.401 habitantes y una densidad poblacional de 96,6 personas por km². 

## Geografía
Bonsall se encuentra ubicado en las coordenadas 33°16′47″N 117°11′37″O / 33.27972, -117.19361. Según la Oficina del Censo, la ciudad tiene un área total de 35,2 km² (13,6 mi²), de la cual 34,9 km² (13,5 mi²) es tierra y 0,3 km² (0,1 mi²) (0.88%) es agua.

## Demografía
Los ingresos medios por hogar en la localidad eran de $60,625, y los ingresos medios por familia eran $61,761. Los hombres tenían unos ingresos medios de $43,250 frente a los $29,688 para las mujeres. La renta per cápita para la localidad era de $35,942. Alrededor del 6.5% de la población estaban por debajo del umbral de pobreza.